# Pikachu
Pikachu (ピカチュウ Pikachū?) es un personaje perteneciente a la franquicia Pokémon, que hizo su primera aparición en los videojuegos Pokémon Rojo y Azul (Rojo y Verde en Japón), siendo el Pokémon número 25 de la lista de Pokémon registrada en el Pokédex nacional. Al igual que todos los Pokémon, Pikachu lucha en batallas fundamentales en el anime, manga y videojuegos de la serie. Pikachu es el Pokémon más conocido de la historia ya que es el acompañante del protagonista de la serie, Ash Ketchum y la mascota representante de la franquicia Pokémon.
Pikachu evoluciona de Pichu cuando incrementa su nivel de amistad, y evoluciona en Raichu con una piedra trueno en la región de Kanto, en la región de Alola, al exponer a Pikachu a una piedra trueno, este evoluciona a Raichu de Alola. Dentro del mundo de la franquicia Pokémon, los Pikachu son generalmente encontrados en casas, bosques, planicies, y ocasionalmente cerca de montañas, islas y fuentes eléctricas, en la mayoría de las regiones del mundo Pokémon.

## Origen y diseño
La artista Atsuko Nishida se acredita como la persona principal detrás del diseño de Pikachu, que luego fue finalizado por el artista Ken Sugimori. Según el productor de la serie, Satoshi Tajiri, el nombre se deriva de una combinación de dos onomatopeyas japonesas: pika, el sonido de una chispa eléctrica, y chu, el sonido que hacen los ratones. Sin embargo, a pesar de los orígenes de su nombre y descripción, Nishida basó el diseño de la primera generación de Pikachu, especialmente sus mejillas, en las de las ardillas. A pesar de esto, comparte mayor similitud, tanto en nombre como apariencia, con la pica, un pequeño mamífero lagomorfo.
En los primeros videojuegos de Pokémon, todas las criaturas fueron retratadas en sprites de dos dimensiones, pero en versiones posteriores, su apariencia se ha proyectado en gráficos en 3D. En la serie de anime, tiene expresiones faciales, lenguaje corporal y habla por medio de la repetición de sílabas de su nombre utilizando diferentes tonos de voz.

## Características

### Información general
Pikachu es uno de los Pokémon que tiene la apariencia de un pequeño ratón, su pelaje es de un color amarillo, tiene dos marcas de color marrón que cubren su espalda y en una pequeña parte de su cola. Las puntas de sus orejas son de color negro, en sus mejillas hay un círculo de color rojo, lugar de donde el Pokémon expulsa energía eléctrica, si es macho su cola tiene la forma de un rayo y si es hembra tiene forma de corazón en el extremo.
En algunos de los videojuegos de Pokémon, según la información de Pikachu proporcionada por el Pokédex, en lugar de trepar a los árboles en busca de moras, usa pequeñas descargas eléctricas en la base de los árboles haciendo que las moras caigan al suelo y ayudar a bajar su comida. Cuando Pikachu está en presencia de un campo magnético, es incapaz de descargar electricidad, provocando síntomas semejantes a la gripe.
Pikachu evoluciona a Raichu usando una piedra trueno. Sin embargo, es algo común en los entrenadores el no desarrollar las habilidades de su Pikachu antes de evolucionar. En el videojuego Pokémon Yellow, al momento de usar la piedra trueno para que el Pokémon evolucione, este tiende a llorar y se niega a evolucionar. A partir de la segunda generación de los juegos Pokémon en adelante, aparece Pichu, la pre-evolución de Pikachu. Pichu evoluciona en Pikachu después de establecer una estrecha amistad con su entrenador.

### Ataques
Pikachu es un Pokémon del tipo eléctrico, por lo que sus ataques en su mayoría están compuestos de choques de electricidad estática. Sin embargo, otros ataques que el Pokémon emplea son de diversos tipos, ya sean de tipo normal o pelea a lo que aparentemente son golpes. Esta es la lista de movimientos que Pikachu puede emplear en los videojuegos, anime y otros.
| Movimientos                                    | Tipo |
| ---------------------------------------------- | ---- |
| Impactrueno (Thunder Shock) (でんきショック?)  |      |
| Gruñido (Growl) \|なきごえ                     |      |
| Látigo (Tail Whip) \|しっぽをふる              |      |
| Onda Trueno (Thunder Wave) \|でんじは          |      |
| Bola Voltio (Volt Ball) \|                     |      |
| Ataque Rápido (Quick Attack) \|でんこうせっか  |      |
| Doble Equipo (Double Team) \|かげぶんしん      |      |
| Portazo (Slam) \|たたきつける                  |      |
| Rapidez (Swift) \|スピードスター               |      |
| Rayo (Thunderbolt) \|10まんボルト              |      |
| Amago (Feint) \|フェイント                     |      |
| Trueno (Thunder) \|かみなり                    |      |
| Agilidad (Agility) \|こうそくいどう            |      |
| Cola Férrea (Iron Tail) \|アイアンテール       |      |
| Pantalla luz (Light Screen) \|ひかりのかべ     |      |
| Chispazo (Discharge) \|ほうでん                |      |
| Placaje eléctrico (Volt Tackle) \|ボルテッカー |      |
| Electrotela (Electroweb)エレキネット           |      |

## Apariciones

### En los videojuegos
En los videojuegos, Pikachu es un Pokémon de bajo nivel que normalmente se encuentra en el bosque Verde, y la planta de energía eléctrica en los juegos Pokémon Red y Blue, en la Zona Safari en las versiones de Ruby, Sapphire, Emerald y en las versiones Diamond, Pearl y Platinum en el Trophy Garden.
En Pokémon Yellow, el jugador cuenta con un Pikachu como su Pokémon inicial. El argumento del juego está basado en la serie de anime, por lo que Pikachu se niega a evolucionar y a permanecer en su Poké Ball, sigue a todos lados al jugador alrededor de la pantalla. Pokémon Let's Go se basa en gran medida en Pokémon Amarillo, ya que tiene a Pikachu como Pokémon inicial en una versiones y en la otra usa Eevee en su lugar (el Pokémon rival de la versión amarilla).
Pikachu también hace aparición en la serie de juegos Pokémon Pinball de Game Boy y de Pokémon mini. En 1998 se lanzó Pokémon Pikachu, una serie portátil similar a Tamagotchi con el famoso Pokémon de mascota.
Otro juego centrado en Pikachu es Hey You, Pikachu! para la consola Nintendo 64, en donde el jugador interactúa con Pikachu a través de un micrófono con el cual puede emitir órdenes al Pokémon para desempeñar diferentes minijuegos y actuar en diversas situaciones. En el juego Pokémon Channel, la interacción con Pikachu es similar. Pikachu aparece en todos los niveles en el juego Pokémon Snap, y es también uno de los dieciséis personajes jugables en los juegos Pokémon Mystery Dungeon. En PokéPark Wii: Pikachu's Adventure se presenta a Pikachu como protagonista principal.
Pikachu también aparece como personaje seleccionable en los juegos Super Smash Bros, Super Smash Bros. Melee, Super Smash Bros. Brawl., Super Smash Bros. Wii U / 3DS y Super Smash Bros. Ultimate. Se caracteriza por ser un personaje muy ágil en sus movimientos. Los ataques de Pikachu usados en estos juegos son Quick Attack (ataque rápido), Skull Bash (cabezazo), Thunder Jolt y Thunder (trueno). Desde Super Smash Bros. Brawl, Volt Tackle (placaje eléctrico) es el movimiento final de Pikachu. Pikachu aparece como un luchador jugable en Pokkén Tournament y también tiene su figura amiibo.
En el videojuego Detective Pikachu los jugadores trabajan con un Pikachu con la capacidad de hablar con humanos para resolver misterios.
En el videojuego Pokémon Unite, Pikachu es uno de los Pokémon disponibles para jugar. No obstante, este no evoluciona.

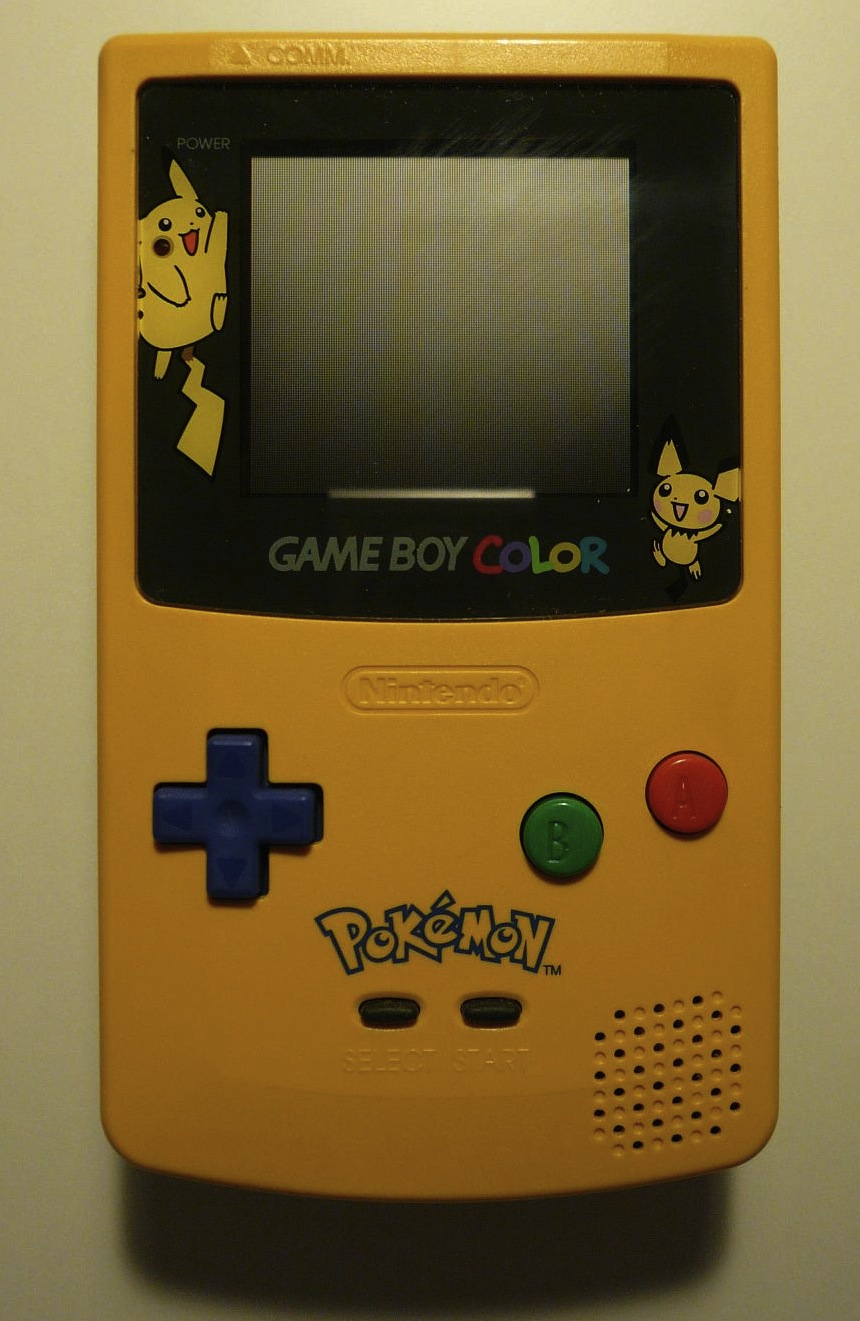
Game Boy Color edición Pokémon con Pikachu y Pichu en la pantalla.
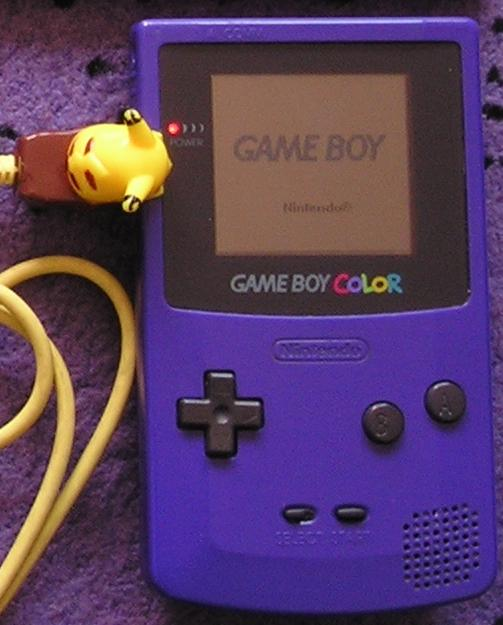
Una Game Boy Color conectado con un cable link versión Pikachu.
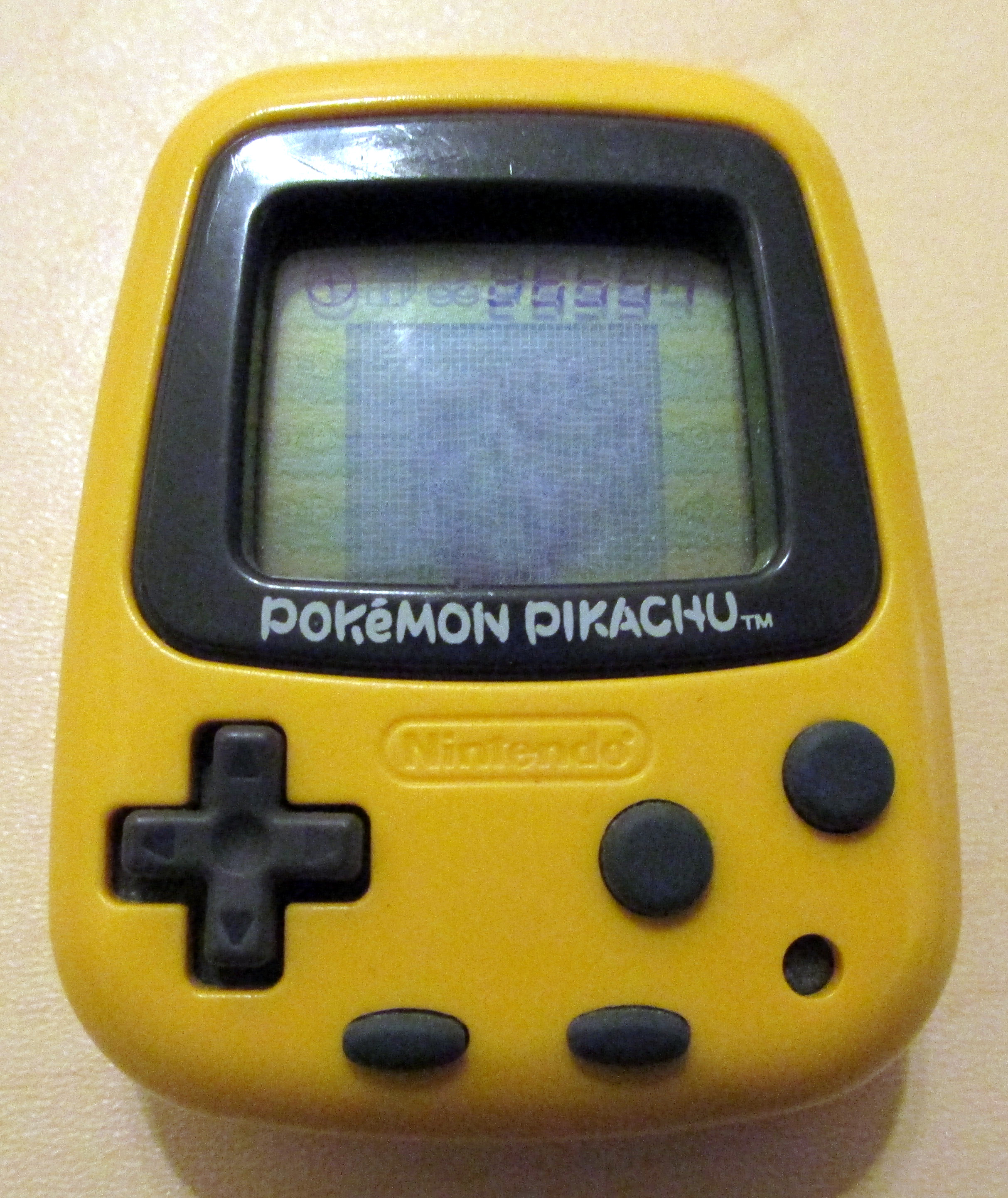
Pokémon Pikachu, también conocido como Pocket Pikachu.

### En el anime
La serie de anime sigue las aventuras de Ash Ketchum y su Pikachu, quienes viajan a través de las diversas regiones del universo Pokémon en compañía de sus amigos Misty, Brock, Richie, May, Tracey, Dawn, Max (hermano menor de May), Todd, Iris, Cilan, Serena, Bonnie, Clemont, Alexa, Lyra, Khoury, y N.
Durante el transcurso de la serie, han aparecido muchos otros Pikachu, ya sean salvajes o capturados por entrenadores, algunos de ellos han interactuado con Ash, Pikachu y sus amigos como Sparky, el Pikachu de Richie, y su Charmeleon. Al igual que la mayoría de los otros Pokémon, Pikachu se comunica solo diciendo las sílabas de su propio nombre, igual que otros Pokémon que son la mayoría, otros no.
En el primer episodio, Ash Ketchum recibe del Profesor Oak como su Pokémon inicial un Pikachu. Al principio, Pikachu ignora en gran medida las órdenes de Ash, se rehusaba a entrar a su Poké Ball y con frecuencia lo electrocutaba. Ash se puso a sí mismo en peligro por defender a Pikachu de una manada salvaje de spearow, llevándose al Pokémon a un Centro Pokémon (usando la bicicleta de Misty). Por medio de estas demostraciones de respeto y compromiso incondicional a su Pokémon, Pikachu comenzó a sentir aprecio por Ash y su amistad se formó. Poco después en el Centro Pokémon, debido a que el gran poder de Pikachu sobrepasaba el poder de su evolución, el Equipo Rocket constantemente intenta capturar al Pokémon para Giovanni, jefe de la organización.
Durante el transcurso de la serie y al igual que los Pokémon en los videojuegos, Pikachu ha pasado por varias situaciones como el aprendizaje de nuevos movimientos como Iron Tail y Volt Tackle e incluso en un episodio, pese a que su entrenador le pidió al Pokémon que evolucione porque fue derrotado en batalla por un Raichu; Pikachu se negó y decidió volver a enfrentar a Raichu sin la necesidad de evolucionar con la piedra trueno. Diversos eventos ocurridos en la serie han hecho que Pikachu sea parte del elenco de protagonistas del anime junto a Ash Ketchum. Asimismo, Pikachu en compañía de otros Pokémon, es el protagonista de varios cortos y OVAs en donde participa en diversas aventuras en donde no están involucrados los personajes humanos de la serie.

#### Voz y doblaje
La voz de Pikachu es interpretada por la seiyū Ikue Ōtani, quien también pone su voz para otros Pokémon en todas las versiones del anime. A diferencia de otros personajes y Pokémon que han sido interpretados por actores de doblaje en los distintos idiomas en los que ha sido traducida la serie, la voz de Pikachu no ha sido reemplazada por ningún otro actor de voz en todos los episodios, películas y especiales que conforman el anime de Pokémon. Entre enero y mayo de 2006, Ōtani dejó de interpretar a Pikachu por razones de embarazo, sin embargo, el proceso de producción de la serie no se detuvo que ya existían grabaciones de voz de la seiyū interpretando al Pokémon. Dichas grabaciones fueron usadas en los episodios que se estaban produciendo durante la ausencia de Ōtani.

### En el cine
Pikachu es interpretado por Ryan Reynolds en la película de 2019 Pokémon: Detective Pikachu, basada en el juego del mismo nombre.

### Otras apariciones
Pikachu es uno de los Pokémon con más apariciones en la mayoría de los mangas de Pokémon. En Pocket Monsters Special, tanto Red y Yellow entrenan y fortalecen a su Pikachu. El Pikachu de Red, originalmente fue capturado, pero después de que Red desaparece por dos años, el equipo de Yellow y el Pikachu de Red están en su búsqueda. Pikachu también ha aparecido en los mangas Magical Pokémon Journey, Pokémon Getto Da Ze! y en las adaptaciones del anime; 
Electric Tale of Pikachu y Ash & Pikachu.
Pikachu también ha aparecido en el juego de cartas coleccionables, Pokémon Trading Card Game desde su lanzamiento en octubre de 1996. El personaje se ha visto en muchos de los juegos lanzados en América del Norte, y más aún cuando hubo una promoción de tarjetas en edición limitada.
Pikachu ha sido utilizado en anuncios publicitarios de puestos de comida rápida tales como McDonald's y Burger King.

## Impacto en la cultura popular

### Antecedentes
Pikachu apareció por primera vez en 1996, entre los primeros 151 monstruos de bolsillo de los primeros videojuegos de Pokémon, producidos por Game Freak para la consola Game Boy. Cada uno de los primeros 151 Pokémon fueron tratados por los creadores del juego por igual, y se dejó a los aficionados por decidir cual se convertiría en la mascota oficial de la franquicia. Los aficionados eligieron a Pikachu debido a su aparición en el anime junto al protagonista de la serie Ash Ketchum.
Hoy en día, Pikachu es considerada como la respuesta japonesa a Mickey Mouse. Pikachu se puede obtener en todos los videojuegos de Pokémon hasta la fecha, con un papel destacado en Pokémon Yellow, siendo uno de los protagonistas de la serie de anime y manga, incluyendo Pocket Monsters Special y Magical Pokémon Journey, en donde los personajes principales capturan a un Pikachu.

### Acogida
Pikachu, siendo el más famoso de los Pokémon, ha dejado su huella la cultura popular. Pikachu ha aparecido en un Got Milk?, el 25 de abril de 2000. En 2001, se ha visto un globo de Pikachu en el desfile de día de acción de gracias de Macy. Su aparición hizo que fuera incluida como una pregunta para los radioyentes en el programa Morning Rush el 22 de mayo de 2006. El globo original fue retirado tras el décimo aniversario de Pokémon "Fiesta de la Década" en el Bryant Park de la ciudad de Nueva York en 2006, y en su lugar debutó en el desfile un nuevo globo de Pikachu el cual persigue una Poké Ball. El globo fue elegido en una encuesta en línea realizada por IVillage, quedando como el segundo mejor globo en el desfile de 2007. Una imagen de Pikachu también ha sido presentada en un Boeing 747-400 (JA8962) de la ANA, al aterrizar en el aeropuerto Heathrow de Londres. En el Estallido social en Chile de 2019-2021, una mujer apareció con un disfraz inflable de Pikachu, y se popularizó como símbolo de las manifestaciones conocida como "Baila Pikachu".
En 1999, Pikachu quedó en segundo lugar entre los 10 mejores personajes de 1999 de Time Asia detrás de Ricky Martin. En el 2000, en una encuesta realizada por Animax sobre los personajes favoritos de anime, Pikachu alcanzó el puesto 8. En 2002, Pikachu quedó en decimoquinto lugar entre los 50 mejores personajes de dibujos animados de todos los tiempos de TV Guide. En el show de Comedy Central, Drawn Together (La casa de los dibujos), un personaje llamado Ling-Ling es una parodia directa de Pikachu. En 2002, Pikachu apareció en Los Simpsons en el episodio Bart vs. Lisa vs. the Third Grade.

### Pikachurina
Un grupo de investigadores de la universidad de Osaka ha descubierto una proteína que sirve para transmitir la información visual al cerebro de manera más rápida. El nombre de Pikachurina (Pikachurin en inglés) fue debido a la agilidad del Pokémon Pikachu.